# Єзьорани
Єзьора́ни (пол. Jeziorany, нім. Seeburg) — місто в північно-східній Польщі.
Належить до Ольштинського повіту Вармінсько-Мазурського воєводства.

## Демографія
Демографічна структура станом на 31 березня 2011 року:
|          | Загалом | Допрацездатний вік | Працездатний вік | Постпрацездатний вік |
| -------- | ------- | ------------------ | ---------------- | -------------------- |
| Чоловіки | 1548    | 320                | 1105             | 123                  |
| Жінки    | 1803    | 316                | 1128             | 359                  |
| Разом    | 3351    | 636                | 2233             | 482                  |